# Hockey op de Gemenebestspelen 2014
Hockey is een van de sporten die werden beoefend op de Gemenebestspelen 2014 in het Schotse Glasgow. Het hockeytoernooi had van 25 juli tot en met 4 augustus plaats in het Glasgow National Hockey Centre.

## Medaillewinnaars
| Discipline | Goud      | Zilver   | Brons         |
| ---------- | --------- | -------- | ------------- |
| Mannen     | Australië | India    | Engeland      |
| Vrouwen    | Australië | Engeland | Nieuw-Zeeland |

Kuala Lumpur 1998 (mannen, vrouwen) · 
Manchester 2002 (mannen, vrouwen) · 
Melbourne 2006 (mannen, vrouwen) · 
Delhi 2010 (mannen, vrouwen) · 
Glasgow 2014 (mannen, vrouwen)
Atletiek · Badminton · Boksen · Bowls · Gewichtheffen · Gymnastiek · Hockey · Judo · Netball · Rugby sevens · Schietsport · Schoonspringen · Squash · Tafeltennis · Triatlon · Wielersport · Worstelen · Zwemmen